# Walcott, Lincolnshire
Walcott är en ort och civil parish i Storbritannien.   Den ligger i grevskapet Lincolnshire och riksdelen England, i den sydöstra delen av landet, 180 km norr om huvudstaden London. Walcott ligger 15 meter över havet och antalet invånare är 532.
Terrängen runt Walcott är platt, och sluttar österut.Runt Walcott är det ganska tätbefolkat, med 111 invånare per kvadratkilometer. Närmaste större samhälle är Sleaford, 12,5 km sydväst om Walcott. Trakten runt Walcott består till största delen av jordbruksmark.